# Zevenburgse Landdag

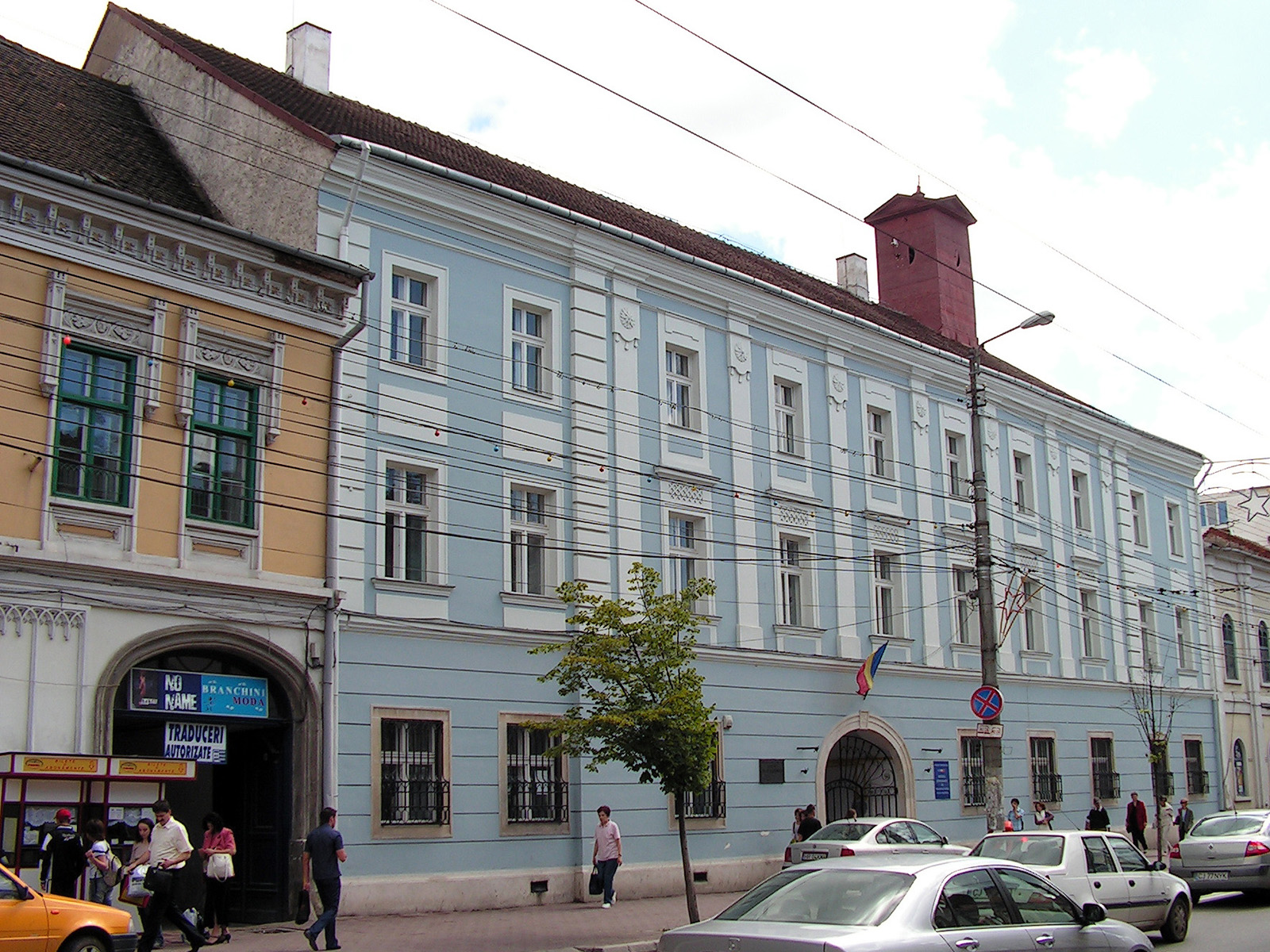
Paleis Reduta in Cluj-Napoca, het gebouw waar de Zevenburgse Landdag van 1790 bijeenkwam

De Zevenburgse Landdag (Duits: Siebenbürgischer Landtag; Hongaars: Erdélyi Dieta; Roemeens: Dieta Transilvaniei) was een belangrijk wetgevend, administratief en gerechtelijk orgaan van het vorstendom Zevenburgen (vanaf 1765 grootvorstendom Zevenburgen) tussen 1570 en 1867. De landdag kwam tot stand door de raden van de Zevenburgse adel en vertegenwoordigers van de Drie Naties van Zevenburgen, namelijk de adel, de Szeklers en de Zevenburger Saksen. Na de desintegratie van het middeleeuwse koninkrijk Hongarije maakten ook afgevaardigden uit het oosten en noordoosten van eigenlijk Hongarije (het zogenaamde Partium) deel uit van de Zevenburgse Landdag, waardoor deze een ware opvolger werd van de middeleeuwse Landdagen van Hongarije.
De landdagzittingen in Vásárhely (20 januari 1542) en Torda (2 maart 1542) legden de basis voor de politieke en administratieve organisatie van Zevenburgen. De Zevenburgse Landdag hield op te bestaan met de Oostenrijks-Hongaarse Ausgleich van 1867.